# Alejandro de Bournonville
Alejandro Hipólito Baltasar de Bournonville (Bruselas, 1612 - Pamplona, 20 de agosto de 1690) fue un noble y militar flamenco al servicio del Sacro Imperio Romano Germánico y de España.
Hijo primogénito del duque de Bournonville y conde de Hennin, del mismo nombre, a cuya muerte en 1656 heredó sus títulos nobiliarios, y de Ana de Melun. Casó con María Ernestina de Aremberg, hija del duque de Arschot Felipe Carlos de Ligne Croy.

## Carrera en Alemania
Empezó su carrera militar sirviendo como capitán de coraceros en el ejército del emperador Fernando III durante la guerra de los treinta años, en el transcurso de la cual fue ascendiendo a coronel de infantería, gobernador de Ham y de Meppen; tras la Paz de Westfalia fue nombrado general y gentilhombre de cámara del emperador y consiguió la restitución de los estados que Felipe IV había confiscado a su padre.
En 1650 intervino en la guerra franco-española en apoyo de las fuerzas de Luis II de Borbón-Condé y Juan Jose de Austria, que estaban enfrentadas al ejército francés comandado por el mariscal Turenne, destacándose en la batalla de Arras y en el asedio de Valenciennes.  Tras la firma de la paz de los Pirineos, ocupó el cargo de gobernador y capitán general de Artois.
En 1672, ya con el grado de mariscal general del ejército imperial de Leopoldo I, participó en la guerra franco-holandesa, en la que hubo de enfrentarse nuevamente a las fuerzas de Turenne.

## Servicio en España
En 1676 pasó a España en calidad de maestre de campo general y consejero de guerra de Carlos II, que al año siguiente le envió con sus tropas a sofocar la rebelión de Sicilia, donde los mesinenses se habían sublevado con el apoyo de las fuerzas francesas.

En 1678 fue nombrado virrey de Cataluña 
y en 1686 de Navarra, en cuyas funciones murió cuatro años después.

## Matrimonio
Se casó con Juanna de Arenberg († 1663) hija de Felipe Carlos de Arenberg. Con esto varios niños, que incluyen:
- Anne Maria Françisca, nacida en 1657;
- Alejandro Ernestino (1658-1658);
- Alexandro Carlos Françisco (1659 - 1660);
- Isabella Thérèsia, nacida en 1660;
- Alejandro Alberto Françisco Barthélémy (1662 - 1705);
- Maria Françisca, nacida en 1663.

## Títulos
| Predecesor: Diego Felípez de Guzmán                   | Virrey de Cataluña Octubre de 1678 - 1684            | Sucesor: Diego Felípez de Guzmán |
| Predecesor: Ernesto Alejandro Domingo de Ligne y Croy | Virrey de Navarra Febrero de 1686 - agosto de 1690 † | Sucesor: Juan Grande Santos      |